# Сийвю (стадион)
„Сийвю“ (на английски: Seaview) е стадион в град Белфаст, столицата на Северна Ирландия.
Построен е през 1921 г. и разполага с капацитет от 3383 места, от които повечето са седящи. Приема домакинските мачове на местния футболен отбор ФК Крусейдърс.